# لجنة اختيار القضاة (إسرائيل)
لجنة اختيار القضاة الإسرائيليين (بالعبرية: הוועדה לבחירת שופטים، هافاداه ليفشيرات شوفتيم) هي الهيئة التي تعين القضاة في المحاكم الإسرائيلية.
تأسست اللجنة في عام 1953، بعد سن قانون القضاة. وكان الهدف من تأسيس اللجنة منع الضغوط السياسية الخارجية، وبالتالي ضمان استقلال القضاة. وقبل إنشاء دولة إسرائيل في 14 مايو 1948، بموجب إعلان الاستقلال، كانت المحاكم والقضاة يتم اختيارهم من قبل الانتداب البريطاني، مع دمج القانون العثماني السابق وإضافته إليه.

## تعيين القضاة قبل تشكيلها

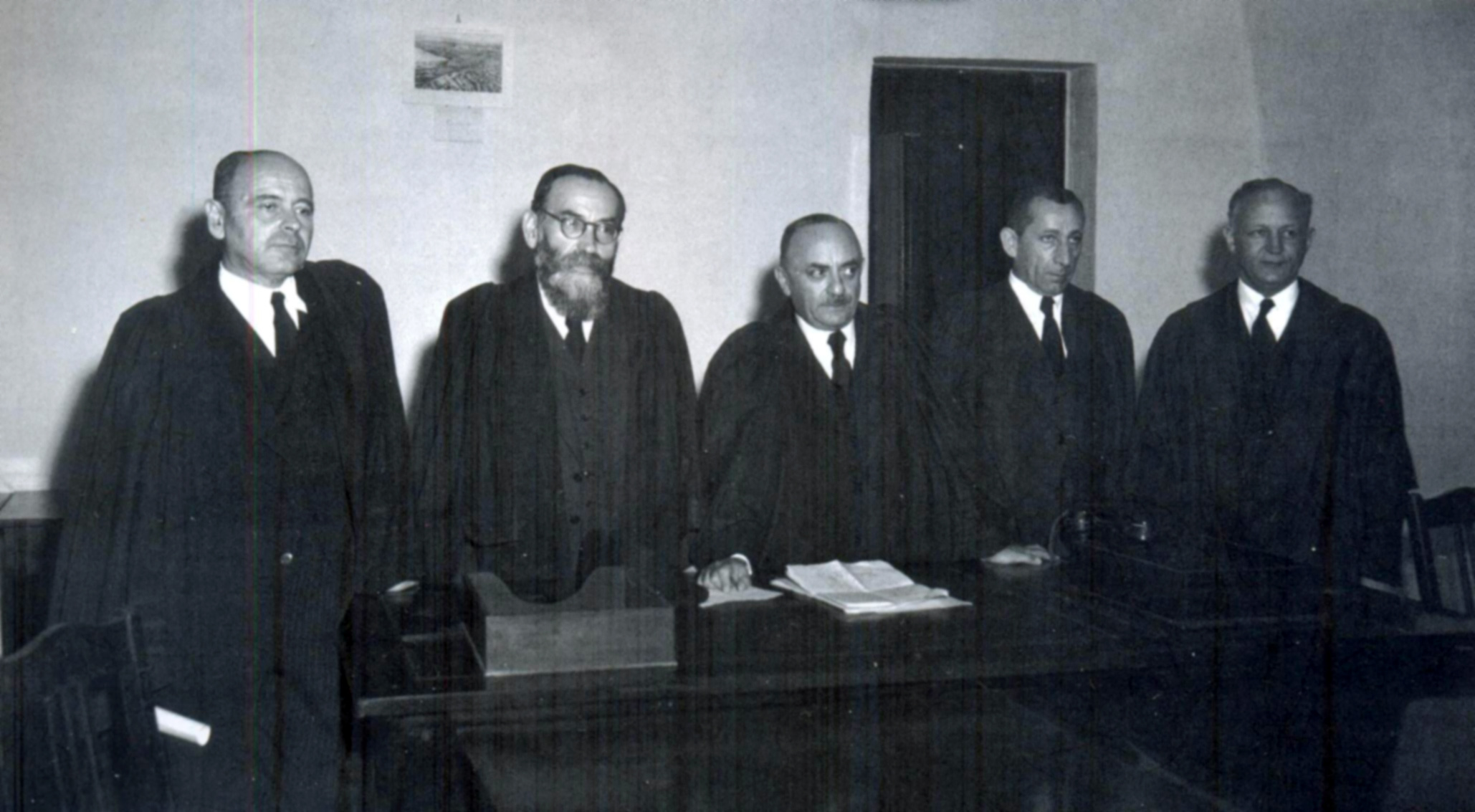
أول خمسة قضاة في المحكمة العليا الإسرائيلية هم: حيشين، دنكلبلوم، سمويرة، عساف، أولشان.

وحتى صدور قانون القضاة، كان وزير العدل هو الذي يعين القضاة. وكان تعيين القضاة في المحكمة العليا فقط يتطلب موافقة مجلس الوزراء والكنيست .
عندما تأسست إسرائيل، غادر البلاد القضاة البريطانيون الذين عينتهم حكومة الانتداب، ولكن في معظم المحاكم بقي القضاة اليهود، مما سمح باستمرار عمل المحاكم بعد إعلان الاستقلال. في المحكمة العليا، كان هناك قاض يهودي واحد فقط، وهو جاد فرومكين، يخدم في ذلك الوقت.
قرر بنحاس روزن، أول وزير للعدل، عدم استمرار فرومكين في منصبه، وعين خمسة قضاة جدد، تم تأكيد تعيينهم من قبل الحكومة المؤقتة ومجلس الدولة المؤقت في يوليو 1948. تم تعيين القضاة الخمسة على أساس حزبي: كان رئيس المحكمة موشيه سمويرا وإسحاق أولشان منتميين إلى حزب ماباي؛ كان مناحيم دنكلبلوم مرتبطًا بالصهاينة العامين؛ كان الحاخام سيمحا أساف يمثل الفصيل الديني؛ وكان زلمان حيشين يُعتبر خطأً منقحًا، على الرغم من أنه كان في الواقع ينتمي إلى الهاجاناه.